# Grigori Ossipowitsch Sassekin

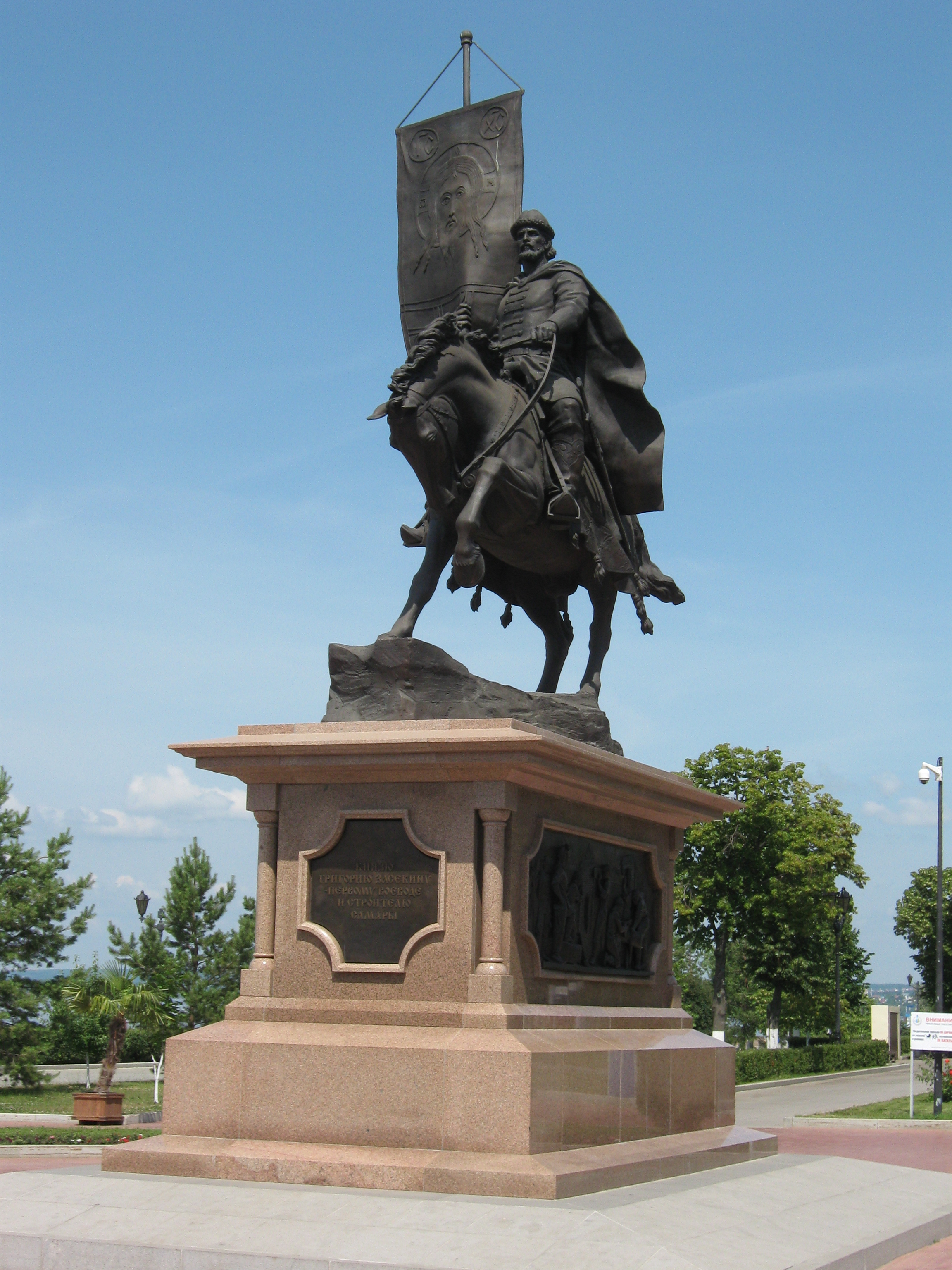
Sassekin-Denkmal in Samara

Fürst Grigori Ossipowitsch Sassekin (russisch Григорий Осипович Засекин, wiss. Transliteration Grigorij Osipovič Zasekin; * ca. 1550; † 1592) war ein russischer Woiwode und Gründer der heutigen Großstädte Samara (1586), Wolgograd (1589, damals Zarizyn) und Saratow (1590).
Grigori Sassekin entstammte dem Fürstenhaus Sassekin, einem Seitenzweig der Fürsten von Jaroslawl, die zu den Rurikiden gehörten. Er begann seine Militärkarriere mit 15 Jahren, wie es für Jugendliche aus dem Dienstadel üblich war. Im Livländischen Krieg diente er an der Grenze zu Schweden in den Festungen Korela und Oreschek, später nahm er an Kampfhandlungen im Baltikum teil. Nach dem Ende des Krieges wurde er an die Steppengrenze in den Süden geschickt. Nach dem Sieg über die Krimtataren in der Schlacht von Molodi 1572 nutzte Russland die ca. 20-jährige Ruhe vor krimtatarischen Überfällen, um die Steppengrenze weiter nach Süden zu verschieben und zu befestigen. In diese Zeit fällt die Errichtung der Großen Verhaulinie südlich der Oka sowie die Gründung zahlreicher Festungen im sogenannten Wilden Feld im Don- und Wolgagebiet. Hier konnte Sassekin sein Organisationstalent beweisen und wurde innerhalb der Jahre 1586 bis 1590 zum Gründer und ersten Woiwoden der Festungen Samara, Wolgograd (unter dem Namen Zarizyn) und Saratow.
Sassekin kämpfte außerdem im Russisch-Schwedischen Krieg (1590–1595). 1591 wurde er im Kaukasus eingesetzt, wo er mit einem russischen Verband dem georgischen König gegen die Kumyken zur Seite stand.
Heute erinnern zwei Denkmäler in Samara und Wolgograd an den Stadtgründer Sassekin.